# オットー・ハーン賞
オットー・ハーン賞 (Otto-Hahn-Preis) は、物理学分野と化学分野のドイツの学者に与えられる賞である。
2005年からは、ドイツ物理学会とドイツ化学会とフランクフルト市が共同で授与する賞となった。2年ごとに授与され、物理分野と化学分野の学者が交互に受賞する。賞はフランクフルト出身のオットー・ハーンにちなむ。賞金の半分はフランクフルト市が提供し、4分の1ずつをドイツ物理学会とドイツ化学会が提供する。
2003年まではオットー・ハーン物理・化学賞（Otto-Hahn-Preises für Chemie und Physik）とフランクフルト市オットー・ハーン賞（Otto-Hahn-Preis der Stadt Frankfurt am Main） が別々に存在した。オットー・ハーン物理・化学賞は1955年から、フランクフルト市オットー・ハーン賞は1970年からそれぞれ開始された。
この他にオットー・ハーンの名を冠した賞にはマックス・プランク協会がドイツの若手科学者を表彰するオットー・ハーン・メダルがある。

## 主な受賞者
- 2005年 テオドール・ヘンシュ
- 2007年 ゲルハルト・エルトル
- 2009年 シュテファン・ヘル
- 2011年 マンフレッド・レーツ
- 2013年 フェレンツ・クラウス
- 2015年 ユルゲン・トロエ
- 2017年 カルシュテン・ダンツマン
- 2019年 マルティン・ヤンセン
- 2021年 クラオス・ブラオム
- 2023年 ヘルベルト・ヴァルドマン

### オットー・ハーン物理・化学賞
- 1955年 リーゼ・マイトナー、ハインリッヒ・ヴィーラント
- 1965年 エーリヒ・ヒュッケル
- 1967年 ゲオルク・ウィッティヒ
- 1974年 フリードリッヒ・フント
- 1986年 ハインツ・マイヤー＝ライプニッツ
- 2003年 ヘルムート・シュヴァルツ

### フランクフルト市オットー・ハーン賞
- 1979年 ヴォルフガング・ゲントナー
- 1982年 ワルター・グライナー
- 1984年 ハインツ・マイヤー＝ライプニッツ